# Balys Dvarionas

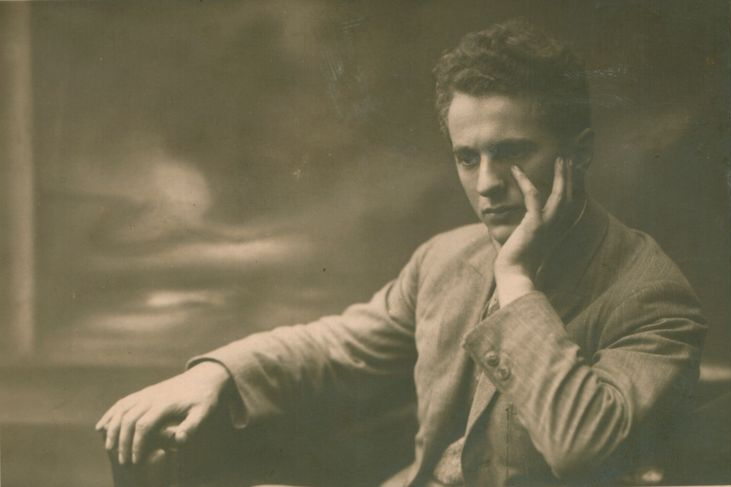
Balys Dvarionas (um 1930)

Balys Dvarionas (* 6.jul. / 19. Juni 1904greg. in Liepāja; † 23. August 1972 in Vilnius) war ein litauischer Komponist, Pianist und Dirigent.

## Familie
Dvarionas  entstammte einer musikalischen Familie mit elf Kindern, sieben davon Musikern. Sein Vater Dominykas Dvarionas (1860–1931) war Organist und Instrumentenmacher. Balys Dvarionas hatte die Brüder Antanas Dvarionas (1899–1950), Bronislovas Dvarionas (1887–1919),  Julijonas Dvarionas (1890–1949), Kazimieras Dvarionas (1889–1966) und Valerijonas Dvarionas (1897–1976). Seine Schwester Julija Dvarionaitė-Montvydienė (1893–1947) war eine bekannte Sopranistin im Staatstheater in Kaunas. Seine anderen Schwester waren Regina Dvarionaitė (1896–1991), Juzefa Dvarionaitė-Bollere (1901–1992), Bronislava Dvarionaitė-Kazokienė (1906–1968) und Eugenija Dvarionaitė-Mikėnienė (1910–1993).
Balys Dvarionas war verheiratet. Seine Frau Aldona Smilgaitė-Dvarionienė (1907–1982) war Pianistin und Professorin. Der Sohn Jurgis Dvarionas (* 1943) wurde Geiger und Professor, die Tochter Aldona Dvarionaitė (1939–2000) Pianistin und Professorin.

## Ausbildung

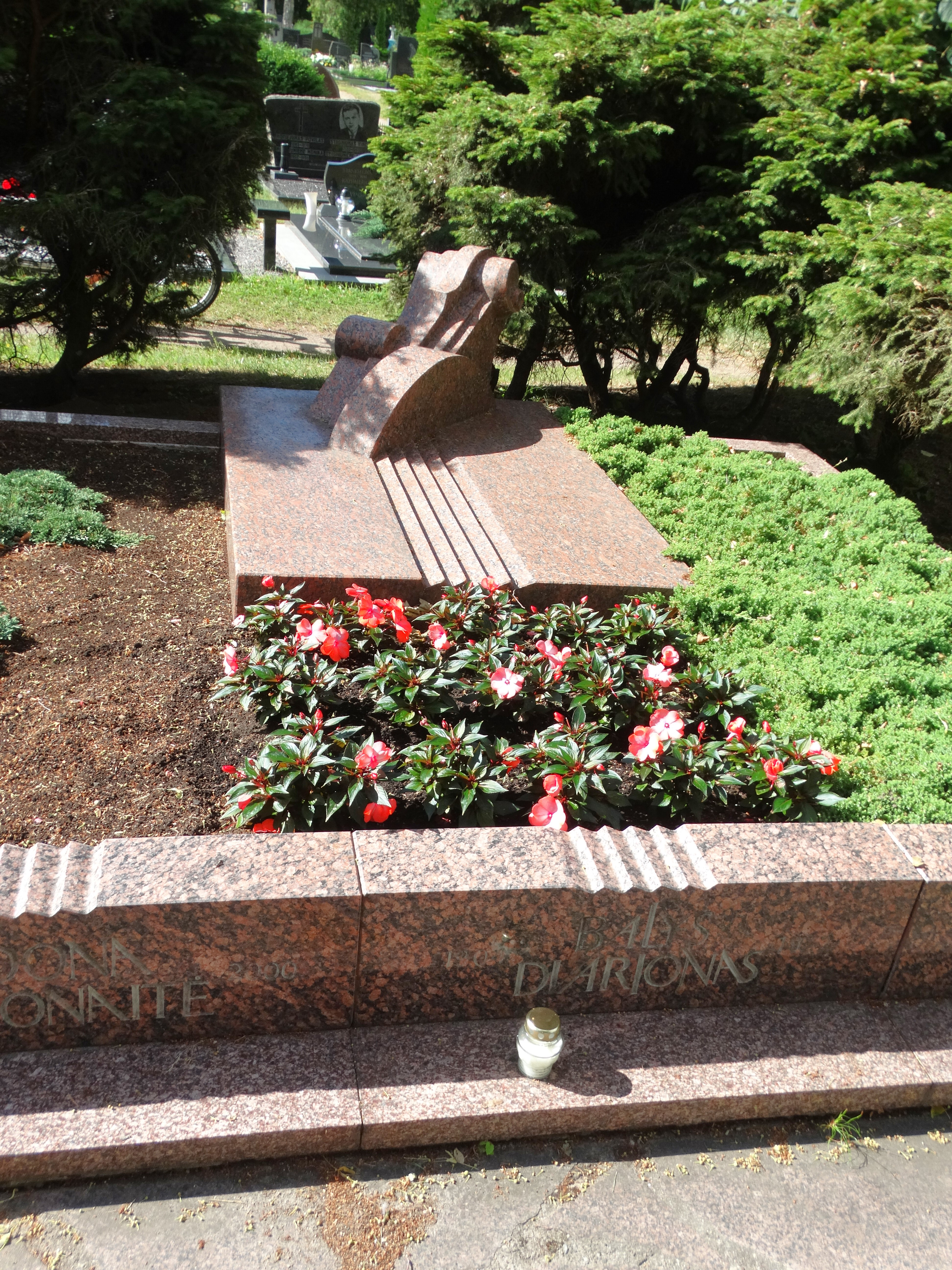
Grabstätte von Balys Dvarionas auf dem Städtischen Zivilfriedhof von Palanga

Dvarionas erhielt seinen ersten Klavier- und Musiktheorieunterricht in Litauen. 1920 zog er nach Leipzig, um am dortigen Konservatorium Klavier und Komposition zu studieren (unter anderem bei Sigfrid Karg-Elert). Nach Abschluss seiner Studien im Jahre 1924 nahm er 1925/26 Klavierstunden bei Egon Petri an der Berliner Hochschule für Musik. Danach kehrte er nach Litauen zurück und gab neben Konzerten Klavierunterricht an der Musikschule in Kaunas, die später Konservatorium wurde.

## Karriere
Während Dvarionas als Pianist nach und nach auch international konzertierte, begann er 1931, ebenfalls als Dirigent in Erscheinung zu treten. Eine Zeit lang dirigierte Dvarionas das Rundfunksinfonieorchester Kaunas. Im Jahre 1939 nahm er wiederum am Leipziger Konservatorium Dirigierunterricht bei Hermann Abendroth. Er setzte sich für die Gründung des Städtischen Sinfonieorchesters Vilnius ein, das schon bald mit dem Rundfunksinfonieorchester Kaunas zum Litauischen Philharmonischen Sinfonieorchester vereinigt wurde. In den Jahren 1940/41 und 1958 bis 1961 war er Chefdirigent des Litauischen Philharmonischen Sinfonieorchesters.
1947 wurde Dvarionas zum Professor für Klavier am Konservatorium Kaunas ernannt, ab 1949 war er Professor am Konservatorium Litauens in Vilnius. Dvarionas erhielt unter anderem 1948 den Stalinpreis für sein Violinkonzert sowie 1964 den Leninorden.

## Tonsprache
Dvarionas war ein durch und durch konservativer Komponist. Seine Werke basieren wesentlich auf einer spätromantischen Tonsprache. Hin und wieder spielte er mit impressionistischen Klangwirkungen. Eine entscheidende Rolle nimmt in seinem Œuvre die Volksmusik Litauens ein, welche seinem Stil eine nordisch-elegische Tendenz gibt. Dvarionas pflegte einen äußerst melodischen Kompositionsstil, der der Tonalität verpflichtet ist. Seine musikalisch traditionelle Haltung brachte es mit sich, dass er nach der Aufnahme Litauens in die Sowjetunion keine Probleme mit den Vorgaben des staatlich erwünschten Sozialistischen Realismus hatte. Die Sujets einiger Vokalwerke zeigen zudem deutlich, dass er den offiziellen Forderungen nachzukommen wusste. Dvarionas ist der bedeutendste litauische Komponist seiner Generation.

## Werke
- Orchesterwerke
  - Sinfonie e-Moll "Ich verneige mich vor dem Heimatland" (1947)
  - "Am Bernsteinufer. Festouvertüre" (1945)
  - "Morgenröte", Ouvertüre (1967)
  - Concertino für Streichorchester (1972)
  - Klavierkonzert g-Moll (1960)
  - Konzert für Klavier und Kammerorchester e-Moll (1961)
  - Violinkonzert h-Moll (1948)
  - Hornkonzert d-Moll (1963)
  - Film- und Schauspielmusiken
- Bühnen- und Vokalmusik
  - "Die Brautwerbung", Ballett (1931)
  - "Dalia", Oper (1956–58)
  - "Gruß an Moskau", Kantate (1952)
  - "Gedeihe, Vaterland", Kantate (1957)
  - Hymne der Litauischen Sozialistischen Sowjetrepublik (zus. mit Jonas Švedas, 1950)
  - Lieder und Chöre
  - Volksliedbearbeitungen
- Kammer- und Klaviermusik
  - Sonate-Ballade für Violine und Klavier (1965)
  - "Am See", Elegie für Violine und Klavier (1947)
  - Thema und Variationen für Fagott und Klavier (1946)
  - einige kleine Stücke für verschiedene Instrumente und Klavier
  - Sonatine für Klavier gis-Moll (1962)
  - Sonatine für Klavier C-Dur (1965/66)
  - "Kleine Suite" für Klavier (1949–52)
  - "Winterskizzen" für Klavier (1953/54)
  - "Drei Mikropräludien" für Klavier (1972)
  - zahlreiche kleine Klavierstücke